# Жизел (стрип)
Жизел је 10. епизода стрип серијала Кобра. Објављен је у магазину Ју стрип, бр. 216/1, који је тада још увек излазио као посебно издање ЕКС алманаха у издању Дечјих новина. Цена магазина износила је 15 динара (0,75 $; 1,31 DEM). Свеска је објављена у 01.04.1980. год.
Сценарио је написао Светозар Обрадовић, а епизоду нацртао Бранислав Керац. Епизода је имала 20 страна. Нацртана је између 28.01-17.02.1979.

## Део шире епизоде
Ова епизода је 2.део приче под називом Човек са два живота, чији је први део објављен у Ју стрипу 212/1. Трећи део објављен је у Ју стрипу под називом Неман мораш убити два пута.

## Реприза
Сва три дела објављена су репзирно у Ју стрип профилу бр. 11 1987 године. Цена свеске била је 1.500 динара.

## Кратак садржај
Неколико сати након туче са групом панкера (види епизоду Човек са два живота), Кобра долази себи и проналази пријатеља који му помаже да набави лажни пасош и крене за Клејтоном у Париз. Лутајући улицама, Кобра упознаје Жизел, локану проститутку, која му нуди смештај. Током ноћи Кобра и Жизел воде љубав и развијају емоционалне односе. Кобра замоли Жизел да се распита за Клејтона са изговором да му је Клејтон стари пријатељ. Она успеа да га нађе, али Клејтон и његови пријатељи поново успевају да савладају Кобру. У покушају да их обоје убије, Клејтон убризгава Жизел прекомерну дозу хероина, након чега она изврши самоубиство. Кобра усвева да ослободи, али не успева да ухвати Клејтона, који му за длаку измиче.